# Голубкова Ніна Сергіївна
Ніна Сергіївна Голубкова (28 січня 1932, Ленінград — 24 серпня 2009, Санкт-Петербург
) — радянська і російська вчена-ліхенолог.
У 1955 році після закінчення Санкт-Петербурзького державного університету зі ступенем в області мікології розпочала роботу в Ботанічному інституті імені В. Л. Комарова РАН під керівництвом Всеволода Савича. У 1960-х вона вивчала зразки, отриманих в ході різних радянських експедицій в Антарктику; її дослідження цих зразків стали предметом декількох наукових публікацій і послужили виявленню декількох нових видів. Вона взяла участь в експедиції по збору зразків на горі Паміра в Таджикистані, в степу, тайзі і пустелі Монголії і в 1978 році стала одним із співавторів 5-го тому «Довідника лишайників СРСР».
У 1982 році Голубкову призначили керівником інститутської лабораторії ліхенології і бріології (пізніше — відділення ліхенології і бріології), залишаючись на цій посаді понад 20 років . У період після розпаду СРСР як головний редактор вона підготувала до видання з 6-го по 10-й томи «Визначника лишайників Росії».
У 2000 році Голубкова нагороджена медаллю Ахаріуса за видатний внесок в ліхенології.
В її честь названо два види лишайників, Chaenothecopsis golubkovae і Catillaria golubkovae.

## Роботи
- Аналіз флори лишайників Монголії / Н. С. Голубкова; Відп. ред. І. І. Абрамов, 248 с. мул., карт. 21 см, Л. Наука Ленингр. 1983
- Аналіз флори лишайників Монголії / Л .: Наука, 1983. — 248 с.
- Лишайники сімейства Acarosporaceae Zahlbr. в СРСР / Н. С. Голубкова; Відп. ред. Х. Х. Трас; АН СРСР, Ботан. ін-т ім. В. Л. Комарова, 131, [2] с. мул. 22 см, Л. Наука Ленингр. 1988
- Визначник лишайників Росії. Випуск 6. Алекторієві, пармелієві, стереокаулоновні / Голубкова Н. С., Журбенко М. П., Крусанова З. Г., Абрамова М. Д., Казанів Ю. В., Домбровська О. В.; Видавництво «Наука», 1996, ISBN 5-02-026044-4